# 四街道徳洲会病院
四街道徳洲会病院（よつかいどうとくしゅうかいびょういん）は千葉県四街道市にある医療機関である。

## 診療科
出典
- 総合内科
- 消化器内科
- 循環器内科
- 神経内科
- 呼吸器内科
- 外科
- 整形外来
- 脳神経外科
- 漢方外来
- 泌尿器科
- 口腔外科
- 形成外科
- 小児科
- 眼科
- 皮膚科
- 総合診療科
- 形成外科
- 耳鼻咽喉科

## 交通
出典
- 千葉都市モノレール　2号線　千城台北　徒歩10分
- JR東日本　総武本線　四街道 四街道徳洲会病院下車　徒歩5分